# Peter Hancock (Bischof)

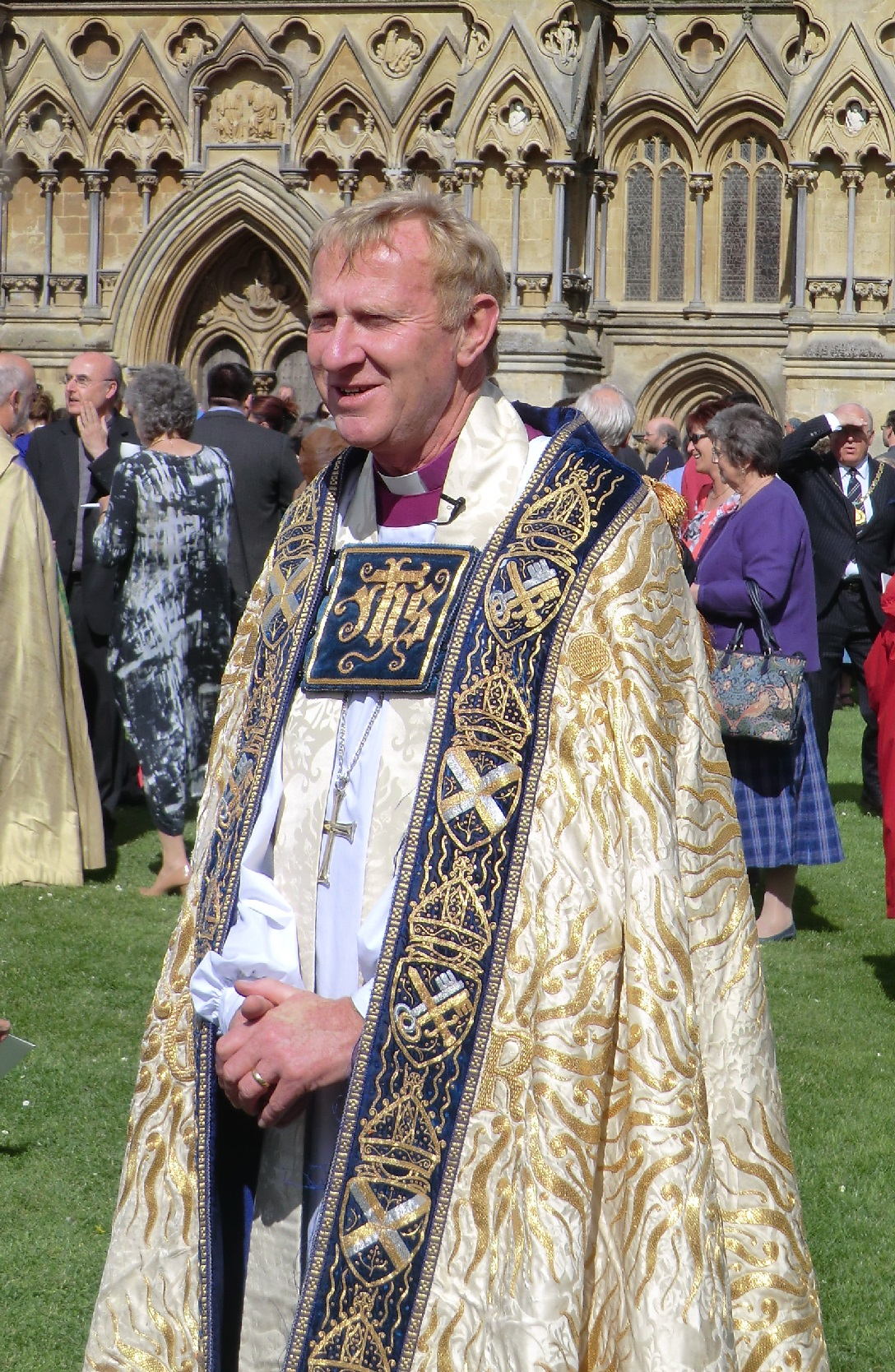
Peter Hancock (2014)

Peter Hancock (* 26. Juli 1955 in Kent) ist ein britischer anglikanischer Theologe. Er war von 2014 bis 2021 Bischof der Diözese Bath und Wells in der Church of England.

## Leben
Hancock wuchs auf der Isle of Wight auf. Er kam im Alter von elf Jahren mit seiner Familie nach Fareham. Er besuchte die Price's School in Fareham. Er studierte Naturwissenschaften (Natural Sciences) am Selwyn College der University of Cambridge. Dort schloss er mit einem Bachelor of Arts ab. Den Master of Arts erwarb er an der University of Nottingham.  Zur Vorbereitung auf sein Priesteramt besuchte er das Oak Hill Theological College in Southgate, London.
1990 wurde er zum Diakon geweiht; 1981 folgte seine Priesterweihe. Seine Priesterlaufbahn begann er von 1980 bis 1983 als Vikar (Curate) an der Christ Church, in Portsdown in der Diözese von Portsmouth. Von 1983 bis 1987 war er Vikar (Curate) an der Saint Aldhelm's Church in Radipole und an der Emmanuel Church im Kirchensprengel Melcombe Regis (Melcombe Regis Team Ministry) in der Diözese Salisbury.
Von 1987 bis 1999 war er Pfarrer (Vicar) der St Wilfrid's Church in Cowplain in der Diözese von Portsmouth. Von 1993 bis 1999 war er gleichzeitig Landdekan (Rural Dean) von Havant. Von 1997 bis 1999 war er Ehrenkanoniker (Honorary Canon; Domherr) an der Portsmouth Cathedral. 1999 wurde er Archidiakon (Archdeacon; Vorsteher eines Kirchensprengels) von Meon in der Diözese von Portsmouth; dieses Amt hatte er bis zur Erhebung zum Bischof inne. Von 2003 bis 2006 war er Diözesandirektor (Diocesan Director of Mission).
Im Juni 2010 wurde seine Ernennung zum „Bischof von Basingstoke“ als Suffraganbischof in der Diözese Winchester in der Church of England bekanntgegeben. Am 21. September 2010 wurde er in St Paul’s Cathedral zum Bischof geweiht. Seine feierliche Amtseinführung und Inthronisation als „Bischof von Southampton“ (Suffraganbischof in der Diözese Winchester) fand am 2. Oktober 2010 in der Winchester Cathedral statt.
Im Dezember 2013 wurde seine Ernennung zum Bischof der Diözese Bath und Wells bekanntgegeben. Er wurde damit Nachfolger von Peter Price, der Ende Juni 2013 in den Ruhestand getreten war. Sein Amt trat er formell 2014 an. Seine offizielle Amtseinführung und Inthronisation fand im Juni 2014 in der Wells Cathedral statt.
Peter Hancock ist verheiratet. Aus der Verbindung mit seiner Ehefrau Jane gingen vier, mittlerweile erwachsene Kinder hervor: Claire, Richard, Charlotte und William.
Zu seinen Hobbys gehören Schwimmen, Skifahren und Spazierengehen, Reisen und Sport (als Zuschauer). Sein besonderes Interesse gilt den politischen und kirchlichen Angelegenheiten in den Ländern der Dritten Welt, der Entwicklungshilfe, der Missionsarbeit und dem Umweltschutz. Hancock ist ein Befürworter der Frauenordination und der Weihe von Frauen zu Bischöfinnen.

## Anreden
- 1955–1980: Peter Hancock Esq
- 1980–1997: The Revd Peter Hancock
- 1997–1999: The Revd Canon Peter Hancock
- 1999–2010: The Ven Peter Hancock
- seit 2010: The Rt Revd Peter Hancock